# Magno (famiglia)
I Magno furono una famiglia patrizia veneziana, annoverata fra le cosiddette Case Nuove.

## Storia
Si ritiene che i Magno fossero giunti in laguna da Roma all'epoca della fondazione di Venezia; un'altra tradizione, invece, li fa provenire da Oderzo, nel 598 o nel 905.
Coinvolti sin dai primi tempi nella vita pubblica veneziana, i Magno diedero alla Repubblica alcuni tribuni e appartennero sin dai primi tempi al Maggior Consiglio, rimanendovi anche dopo la serrata del 1297. Nel 912 avrebbero fondato la chiesa di San Vio, oggi scomparsa.
La famiglia si estinse con la morte di Marco di Stefano Magno nel 1852.

## Membri illustri
- Giovanni Magno (XIII-XIV secolo), ecclesiastico, nominato vescovo di Equilio nel 1306;
- Stefano Magno (dopo il 1499 - ?), storico veneziano;
- Alessandro Magno (8 febbraio 1538 - 12 novembre 1576), viaggiatore veneziano, figlio del precedente;
- Michele Magno († 1720), politico e militare veneziano;
- Stefano Magno († 1724), politico, fratello del precedente;
- Giovanni Magno († 1757), politico, nipote dei precedenti.

## Luoghi e architetture
- Casa Magno, a Castello;
- Palazzo Magno, sempre a Castello;
- Villa Querini Garzoni Magno Chinellato Ghiraldo, a Mirano.

Esiste ancora una calle Magno presso l'ex parrocchia di Santa Ternita, a Castello, vicino alla quale sorge l'antica dimora della famiglia (XVI secolo).